# Istigobius campbelli
 Istigobius campbelli és una espècie de peix de la família dels gòbids i de l'ordre dels perciformes.

## Morfologia
Els mascles poden assolir els 7,1 cm de longitud total.

## Distribució geogràfica
Es troba al sud del Japó, Taiwan i Hong Kong.